# Facebook Hacker Cup
Facebook Hacker Cup es una competencia de programación internacional organizada y administrada por Facebook. La competencia comenzó en 2011 como un medio para identificar a los mejores talentos de ingeniería para posibles empleos en Facebook. La competencia consiste en un conjunto de problemas algorítmicos que deben resolverse en un período de tiempo fijo. Los competidores pueden usar cualquier lenguaje de programación y entorno de desarrollo para escribir sus soluciones.

## Ganadores
| Año  | Primer puesto       | Segundo puesto  | Tercer puesto    |
| ---- | ------------------- | --------------- | ---------------- |
| 2019 | Gennady Korotkevich | Mikhail Ipatov  | Petr Mitrichev   |
| 2018 | Mikhail Ipatov      | Makoto Soejima  | Andrew He        |
| 2017 | Petr Mitrichev      | Park Sung Gwan  | Mikhail Ipatov   |
| 2016 | Makoto Soejima      | Yuhao Du        | Ting-Wei Chen    |
| 2015 | Gennady Korotkevich | Dmytro Soboliev | Gleb Evstropov   |
| 2014 | Gennady Korotkevich | Tomek Czajka    | Makoto Soejima   |
| 2013 | Petr Mitrichev      | Jakub Pachocki  | Marcin Smulewicz |
| 2012 | Roman Andreev       | Tomek Czajka    | Tiancheng Lou    |
| 2011 | Petr Mitrichev      | Khúc Anh Tuấn   | Tiancheng Lou    |

## Resultados por país
| País           | Primer puesto | Segundo puesto | Tercer puesto |
| -------------- | ------------- | -------------- | ------------- |
| Rusia          | 5             | 1              | 3             |
| Bielorrusia    | 3             | 0              | 0             |
| Japón          | 1             | 1              | 1             |
| Polonia        | 0             | 3              | 1             |
| China          | 0             | 1              | 2             |
| Ucrania        | 0             | 1              | 0             |
| Vietnam        | 0             | 1              | 0             |
| Corea del Sur  | 0             | 1              | 0             |
| Taiwán         | 0             | 0              | 1             |
| Estados Unidos | 0             | 0              | 1             |